# Rickia dendroiuli
Rickia dendroiuli är en svampart som beskrevs av W. Rossi 1977. Rickia dendroiuli ingår i släktet Rickia och familjen Laboulbeniaceae.   Inga underarter finns listade i Catalogue of Life.